# 盧雨岐
盧雨岐（1917年2月24日—1981年12月24日），香港電影導演和編劇。1960年代黃岱、莫康時、龍圖、胡鵬、馮志剛、李鐵、吳回、黃鶴聲、盧雨岐和珠璣等香港電影導演結義合稱十大導，盧雨岐排行第九。從1950年代至1960年代，盧雨岐執導近37部電影、編劇電影作品近150部。1974年在吳回介紹下加入麗的電視為編劇，後成為甘草演員參加電視劇演出。1981年12月24日，盧雨岐於香港葛量洪醫院病逝。

## 外部連結
- 盧雨岐在互联网电影资料库（IMDb）上的資料（英文）
- 盧雨岐在互联网电影资料库（IMDb）上的資料（英文）